# Zoològic de Ueno
El Jardí Zoològic de Ueno és el més antic del Japó i està situat a la zona central de Tòquio. Compta amb més de 2.600 animals de 464 espècies repartits per més de 14 hectàrees. A més de permetre l'observació de la fauna, es dedica a la preservació i protecció d'animals en perill d'extinció.

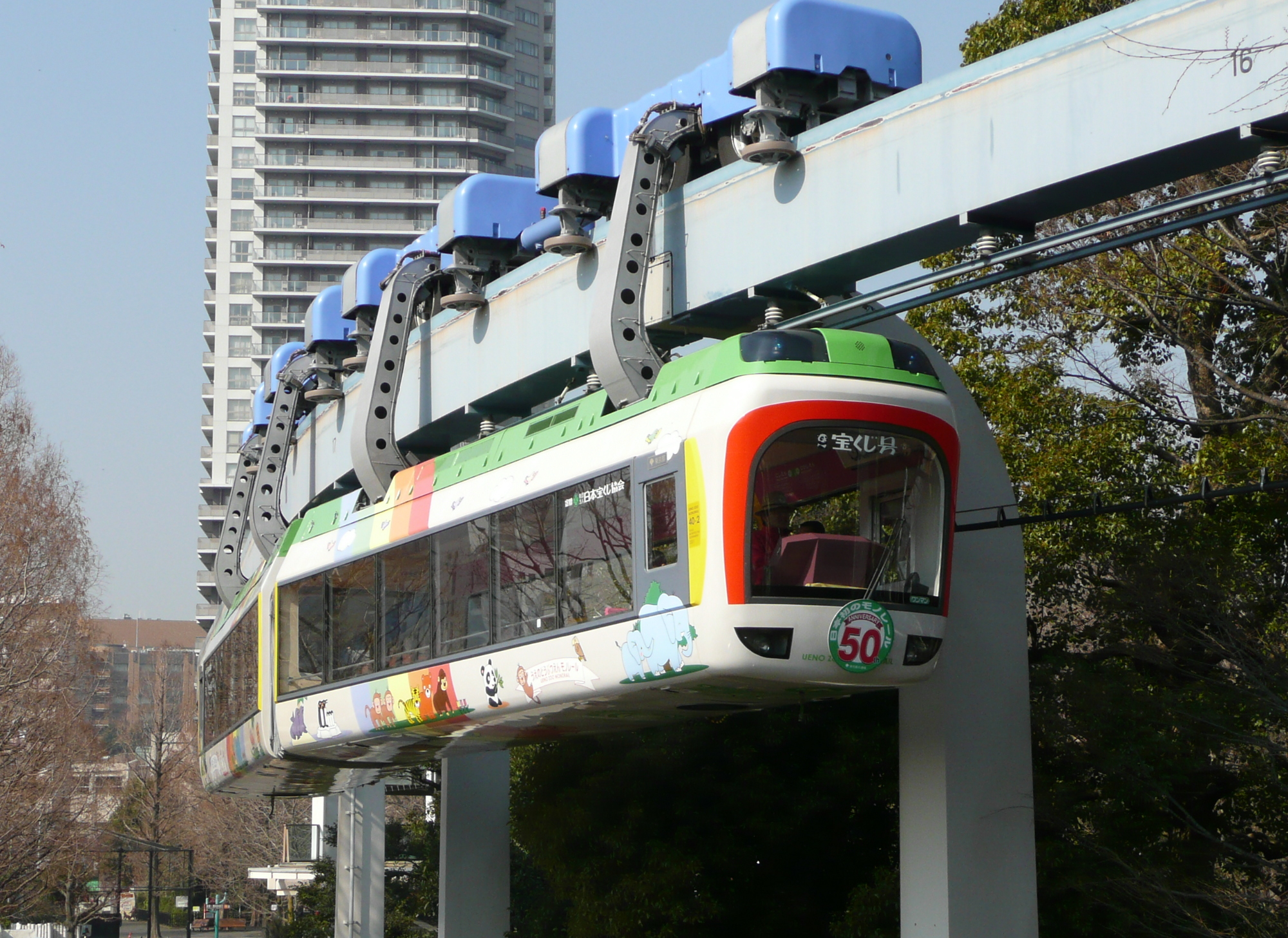
Monorrail del zoo de Ueno.

El zoològic està dividit en dues grans zones: el Jardí Est, on estan allotjats pandes gegantes, mamífers aquàtics, aus, felins, micos, ossos i elefants, entre altres espècies; i el Jardí Oest, amb pandes menors, cocodrils, hipopòtams, cangurs, petits mamífers nocturns, rèptils, un llac amb grans aus, okapis (que van ser portats des del zoològic de Sant Diego) i ai-ais (del zoològic de Tsimbazaza, Madagascar) entre d'altres. Tots dos jardins es connecten a través d'un monorail de tres quilòmetres, inaugurat el 1957.
El zoo d'Ueno ha dedicat esforços a la protecció del panda gegant, els primers exemplars del qual van arribar des de la Xina el 1972. Va treballar en cooperació per a la preservació de l'espècie amb els zoològics de Beijing (Xina), Sant Diego (Estats Units) i Chapultepec (Mèxic). Després de la defunció el 2008 del panda Ling Ling, el 2011 van arribar altres dos exemplars, Ri Ri (mascle) i Shin Shin (femella), nascuda el 1987 en el zoològic de Chapultepec i que el novembre de 2012 va donar llum en Ueno a una cria que només va viure sis dies.

## Espècies

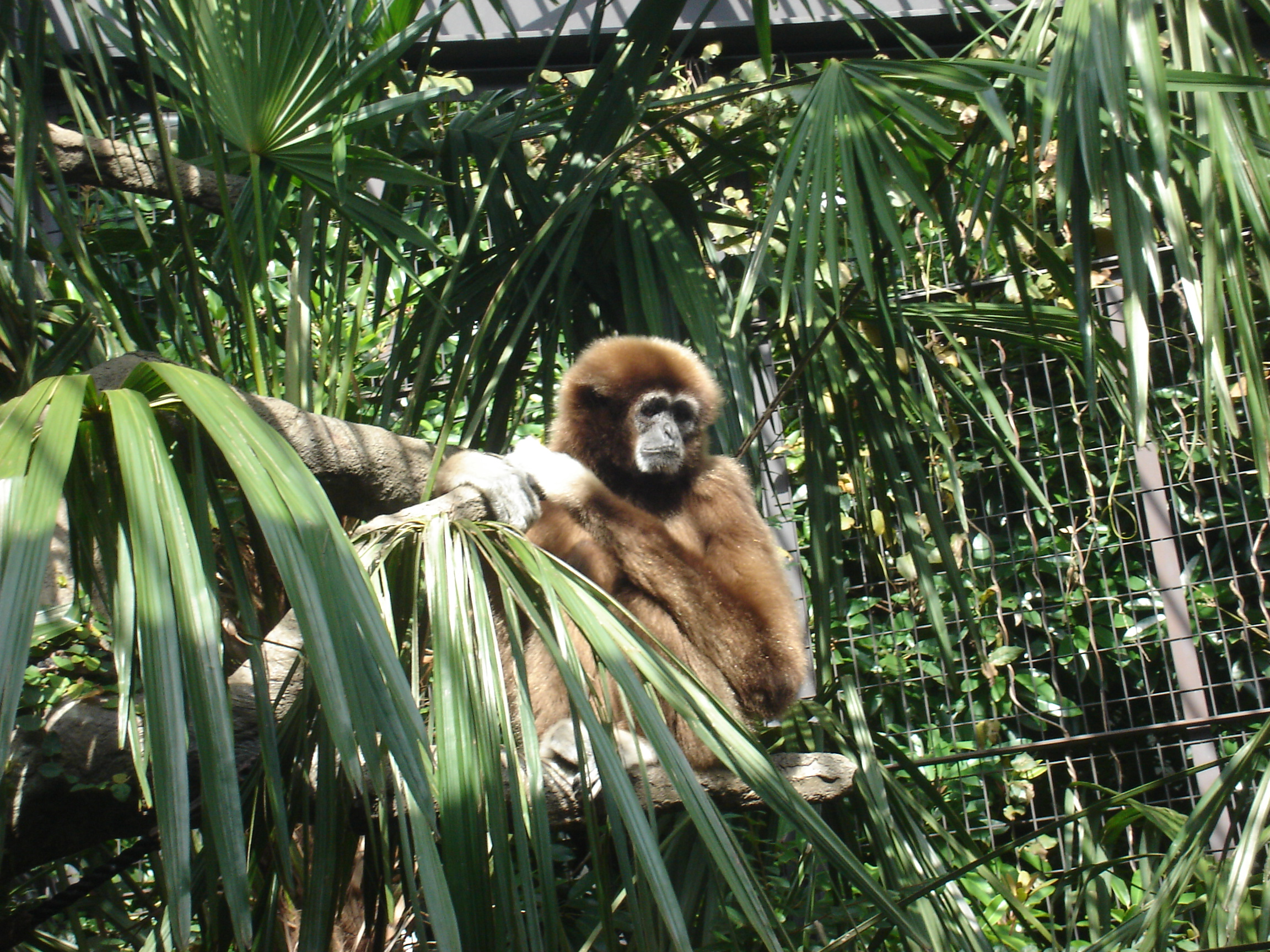
Gibón de mans blanques en el zoo de Ueno.

En el Jardí Est: faisà, panda vermell, duc blanc, aus rapinyaires, tigre de Sumatra, lleó asiàtic, goril·la occidental de plana, gibó, cuó,  tragúlid, gat de Bengala, loris mandrós, ratpenat, lleó marí de Califòrnia, ós blanc, os bru, ós malai, ós tibetà, elefant asiàtic, macaco japonès, còlob de crinera oriental negre i blanc, varecia, lèmur de cua anellada, mico aranya de mans negres, llama, Capibara, tapir amazònic, bisó americà i gosset de les praderies, entre d'altres.
En el Jardí Oest: rinoceront blanc, hipopòtam, hipopòtam nan, girafa, zebra, okapi, llop de crinera, ós formiguer, peresós didàctil de Hoffmann, lèmur gris, ai-ai, rosegadors, ratapinyada, armadillo, eriçó, porc espí, tortuga gegant de les Galápagos, cocodril d'estuari, iguana verda, gekko, serp del blat de moro, tortuga d'orelles vermelles, pitó de Birmània, cormorán, ánade real, gavina vulgar, morell cap-roig, txajà emplomallat, fraret, xatrac inca, ibis roig, ibis sagrat, ànec arbori bicolor, conill porquí, conill de bosc, cricetí, poni, ruc, vaca, llama, cabra, ovella, entre d'altres.